# 小坂剛
小坂 剛（こさかつよし、1978年 - ）は、インターナショナルスクール教員。
上海で、インターナショナルスクールにて様々な国の子どもたちに接し海外の教育を学びながら、文化交流活動などをプロデュースしている。
専門は中国民間信仰と社会変動。

## 来歴
東京大学大学院博士課程満期修了。
子どものころから中国の歴史に興味を持ち、大学院まで専攻は中国地域文化研究。
大学院修了後は高校社会科教師として勤務。上海に新設校が開校された際、上海に移り、その後インターナショナルスクールにて様々な国の子どもたちに接し海外の教育を学びながら、文化交流活動などをプロデュースしていた。
2017年から2020年までの間、Record Chinaで中国に関する記事を書いていた。

## 人物
趣味は陳氏太極拳。なぜこのページができているか、わかっていない。かわいい。